# Peter Hebblethwaite
Peter Hebblethwaite, né le 30 septembre 1930 à Ashton-under-Lyne, Lancashire (Angleterre) et décédé le 18 décembre 1994 à Oxford, Oxfordshire (Angleterre), était un prêtre et écrivain jésuite anglais. Quittant la prêtrise vers 1970, il devint un éditeur et journaliste ('vaticaniste') et biographe.

## Biographie
Fils de Charles et Elsie Ann Hebblethwaite, Il fait ses études primaires à l’école paroissiale de St. Ann, Ashton-under-Lyne. Études secondaires au lycée catholique ‘Xaverian College’, à Manchester.   Il entre au noviciat jésuite en 1948. Comme jésuite il poursuit ses études en Angleterre et en France, et est ordonné prêtre en 1963.  Deux ans plus tard, il rejoint l'équipe du mensuel jésuite londonien ‘The Month’, couvrant la quatrième et dernière session du Concile Vatican II. 
En 1967, il est rédacteur en chef du même ‘The Month’, un poste qu'il occupe jusqu'à son départ de la Compagnie de Jésus. Quittant également la prêtrise il se marie, en 1974, avec Margaret Speaight journaliste et militante religieuse. Le couple a trois enfants.
De 1976 à 1979, il enseigne la littérature française - particulièrement Bernanos et la littérature d’inspiration chrétienne - au Wadham College d'Oxford, avant de se lancer comme journaliste indépendant, se spécialisant dans les affaires de l’Église catholique et la politique ecclésiastique du Saint-Siège. De 1979 à 1981 il est correspondant au Vatican de l’hebdomadaire catholique américain ‘National Catholic Reporter’ et est un des premiers de ceux que l’on appellera ‘vaticanistes’. 
A différentes époques il enseigne à l’Institute of pastoral studies' de Chicago, à l’'université Notre-Dame' de l’état de Washington et St. Martin’s College,  aux États-Unis, et contribue au ‘Times Literary Supplement’. 
Hebblethwaite est l’auteur de 14 livres et nombreux articles mais ce sont ses biographies des deux papes conciliaires, qui ont établi sa réputation d’excellent biographe. En 1985 : John XXIII, Sheperd of the Modern World, et, en 1993 : Paul VI, the first modern pope. 
Peter Hebblethwaite meurt à Oxford, en Angleterre, le 18 décembre 1994. Il a 64 ans.

## Œuvres
- Bernanos: An introduction (in Studies in modern European literature and thought series) (1965)
- Understanding the Synod, Dublin et Sydney, Gill & Son, 1968.
- The Runaway Church, Londres, Collins, 1975.  (ISBN 0-00-211648-0)
- The Christian-Marxist Dialogue: beginnings, present status, and beyond, Londres, Darton, Longman and Todd, 1977.  (ISBN 0-232-51390-2)
- The Year of Three Popes, Londres, Collins, 1978.  (ISBN 0-00-215047-6)
- with Ludwig Kaufmann, John Paul II: A Pictorial Biography, New-York, McGraw-Hill, c1979.  (ISBN 0-07-033327-0) (hbk.),  (ISBN 0-07-033328-9) (pbk.)
- The New Inquisition? Schillebeeckx and Küng, Londres, Fount Paperbacks, 1980.  (ISBN 0-00-626106-X)
- The Papal Year, Londres, Chapman, 1981.  (ISBN 0-225-66297-3)
- Introducing John Paul II: The Populist Pope, Londres, Collins/Fount, 1982.  (ISBN 0-00-626346-1)
- John XXIII: Pope of the Council, Londres, Chapman, 1984.  (ISBN 0-225-66419-4)
  - (en français : Jean XXIII: Le pape du concile, Paris, Bayard, 1988)
- Synod Extraordinary: The Inside Story of the Rome Synod November–December 1985, Londres, Darton, Longman and Todd, 1986.  (ISBN 0-232-51665-0)
- In the Vatican, Londres, Sidgwick & Jackson, 1986.  (ISBN 0-283-99324-3)
- Paul VI: The First Modern Pope, Londres, HarperCollins, 1993.  (ISBN 0-00-215658-X)
  - (en français : Paul VI, le premier pape moderne)
- The Next Pope: An Enquiry, Londres, Fount, 1995.  (ISBN 0-00-627831-0)